# Villette-les-Bois
Cet article court présente un sujet plus développé dans : Marville-les-Bois, Saint-Sauveur-Levasville et Chêne-Chenu.

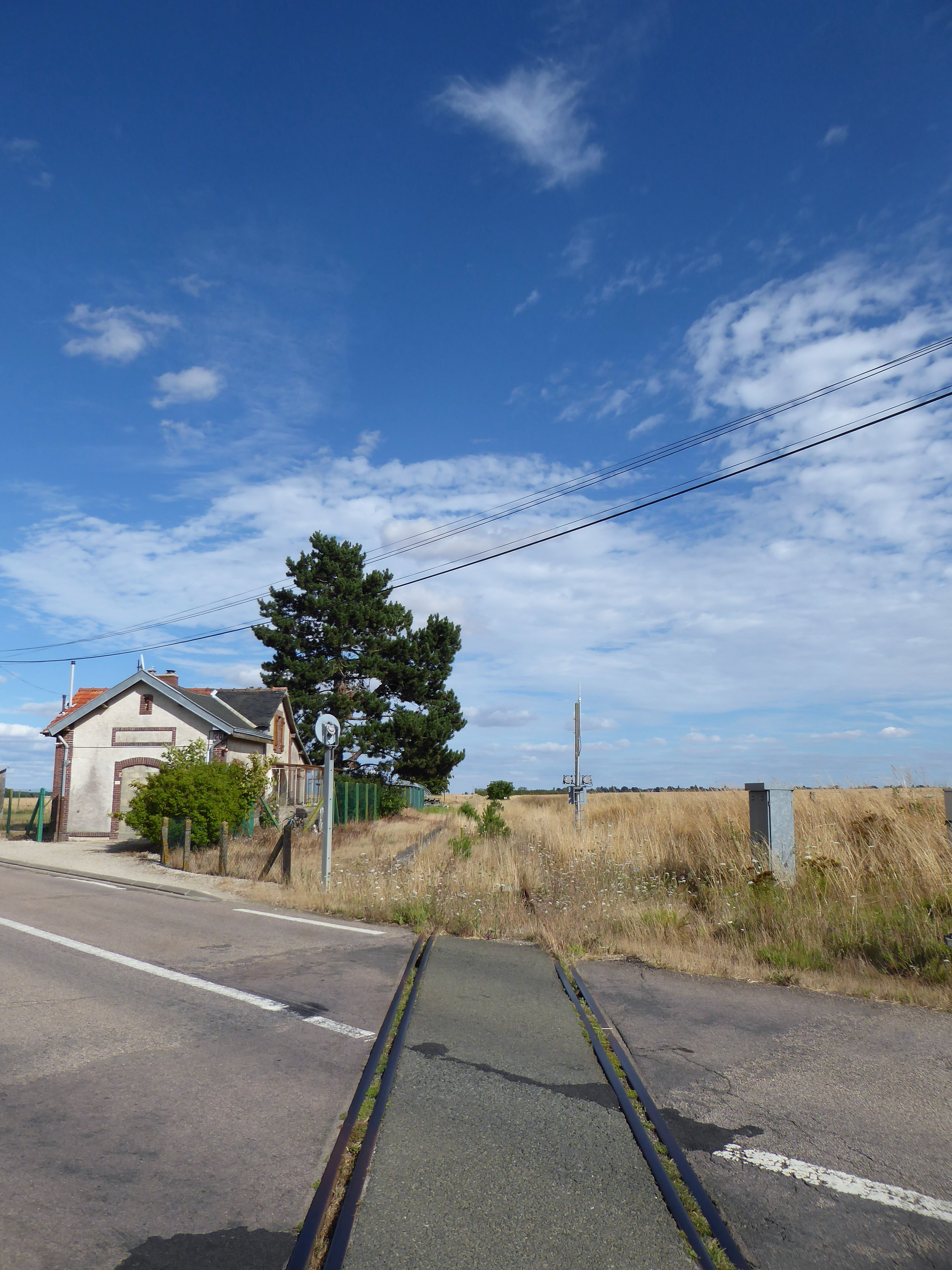
Ancien point d'arrêt Villette-les-Bois-Chêne-Chenu de la ligne de Chartres à Dreux en 2020.

Ancienne commune d'Eure-et-Loir, la commune de Villette-les-Bois existe jusqu'en 1855.
Elle est alors dissoute et son territoire partagé entre les communes de Marville-les-Bois, de Saint-Sauveur-Levasville et de Chêne-Chenu.
Le hameau de Villette-les-Bois est attribué à l'ancienne commune de Chêne-Chenu et, de 1873 à 1971, le point d'arrêt Villette-les-Bois-Chêne-Chenu de la ligne de Chartres à Dreux est ouvert au trafic voyageur.
Un trafic fret de céréales subsiste en 2020.